# Механический карандаш

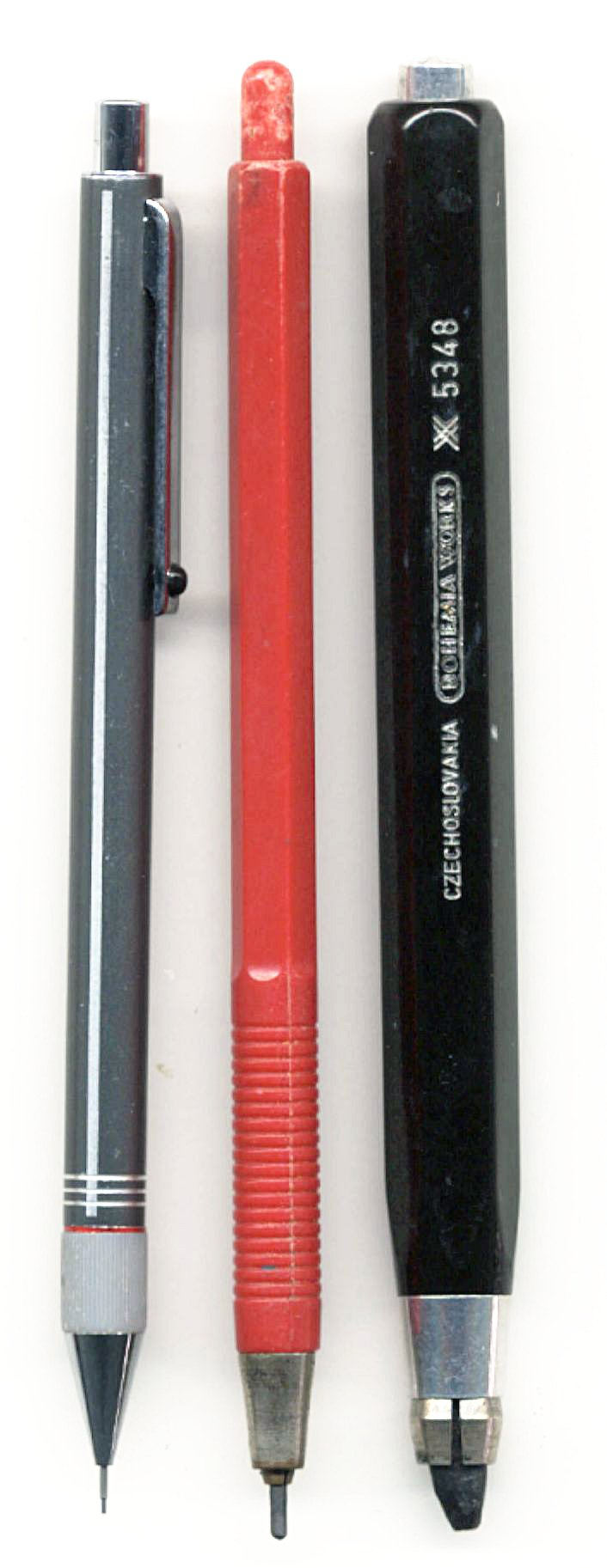
Механические карандаши

Механический карандаш — инструмент в виде стержня, применяемый для письма, рисования, черчения. В целях удобства пишущий стержень карандаша вставляется в специальную оправу.
Создание механического карандаша было вызвано тем, что большая часть, составляющая простой карандаш, уходит в отходы при его заточке. Это натолкнуло американца Алонсо Таунсенда Кросса на создание в 1869 году механического карандаша, основное достоинство которого в том, что он не требует заточки.

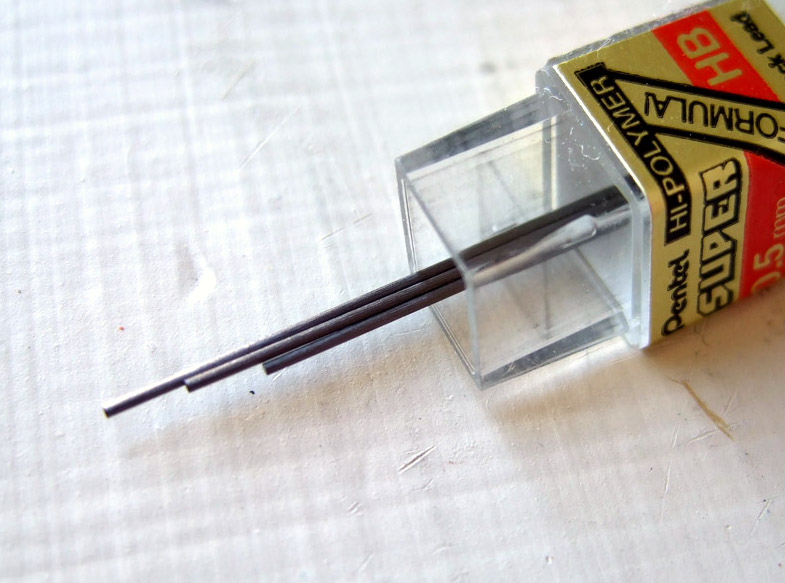
Грифели для механического карандаша

Графитный стержень размещался в металлической трубке и мог по необходимости выдвигаться на соответствующую длину. Это изобретение повлияло на развитие целой группы товаров, использующихся сегодня повсеместно. Самой простой конструкцией является механический карандаш с грифелем 2 мм, где стержень удерживается металлическими прижимами — цангами (отсюда другое название — «цанговый карандаш»). Отжимаются цанги при нажатии кнопки на конце карандаша, что позволяет пользователю самостоятельно выдвинуть грифель на требуемую длину. Современные механические карандаши снабжены иным механизмом — обойма цанги имеет небольшой свободный ход, что позволяет при нажатии кнопки, перед раскрытием цанги сдвинуть грифель вперёд, чем обеспечивается его автоматическая подача. Такие карандаши не имеют устройства для заточки, они снабжены встроенным (как правило, под кнопкой подачи грифеля) ластиком и имеют различную фиксированную толщину линии (0,3 мм, 0,5 мм, 0,7 мм, 0,9 мм, 1 мм).
Несмотря на укрепившееся в русской разговорной речи деление карандашей на «цанговые» (со стержнями от 2 мм и более) и «механические» (со стержнями от 1 мм и менее), все типы механических карандашей являются цанговыми, так как используют цангу для фиксации пишущего стержня. Разница лишь в том, что у карандашей с автоматической подачей стержня цанга скрыта внутри корпуса и не видна.